# Luis Rodriguez (Produzent)
Luis Rodriguez (* 1948 in Fuente el Fresno, Ciudad Real) ist ein spanischer Musikproduzent.

## Leben
Rodriguez’ Karriere begann als Schlagerinterpret in den 1970er Jahren. Er trat unter anderem 1983 mit dem Lied Niña in der Fernsehsendung Musikladen auf.
In den 1980er Jahren produzierte er gemeinsam mit Dieter Bohlen für Modern Talking und die Sängerin C. C. Catch, danach lange Zeit für Dieter Bohlens Soloprojekt Blue System. Außerdem war er bis in die 1990er Jahre an den meisten Bohlen-Produktionen als „Toningenieur“ beteiligt. Dabei wurde Luis Rodriguez als Co-Produzent neben Bohlen erwähnt. Nachdem Bohlen seine Arbeit für die Boygroup Touché beendete, produzierte Rodriguez noch zwei Jahre weiter, bis sich die Gruppe auflöste. Bohlen und Rodriguez waren auch privat befreundet. Dieter Bohlen widmete seinem Kollegen den Titel Brother Louie von Modern Talking.
Für seine Ehefrau Lian Ross produzierte Rodriguez einige Lieder, u. a. Fantasy und It’s Up to You, die sich in der deutschen Hitparade platzieren konnten.
Rodriguez lebt auf Mallorca.